# 弥次喜多やりくり道中
弥次喜多やりくり道中（やじきたやりくりどうちゅう）は、1957年9月1日から10月27日まで、NHKテレビ（現：NHK総合テレビ）で放送された日本の人形劇（全9回）。

## 概要
原作は1802年に発表された「東海道中膝栗毛」。

## 放送リスト
| 話数 | 放送日         | サブタイトル |
| ---- | -------------- | ------------ |
| 1    | 1957年9月1日   | 字幕なし     |
| 2    | 1957年9月8日   | 字幕なし     |
| 3    | 1957年9月15日  | 字幕なし     |
| 4    | 1957年9月22日  | 字幕なし     |
| 5    | 1957年9月29日  | 字幕なし     |
| 6    | 1957年10月6日  | 字幕なし     |
| 7    | 1957年10月13日 | 字幕なし     |
| 8    | 1957年10月20日 | 字幕なし     |
| 9    | 1957年10月27日 | 字幕なし     |

## 現存する映像
生放送だったため映像は残っておらず、音声や写真が残っているかどうかも不明。